# Юсупов, Шукрулло
Шукрулло (Шукрулло Юсупов) (2 сентября 1921, Ташкент — 19 июля 2020) — советский и узбекский писатель, поэт и переводчик, драматург, педагог. Народный поэт Узбекской ССР (1981).

## Биография
Родился 2 сентября 1921 года в Ташкенте, в махалле (квартал) Олмазор. Отец писателя — Юсуфходжа, был довольно известным в Ташкенте врачевателем.
В 1938 году окончил педагогический техникум и начал преподавательскую деятельность в Каракалпакстане. В 1944 году, окончив учёбу в Ташкентском педагогическом институте, поступил в аспирантуру САГУ, по специальности зарубежная литература. С 1946 года член Союза Писателей Узбекской ССР. Первый сборник стихов под названием «Закон счастья» опубликован в 1949 году.
В том же 1949 году был арестован вместе с рядом известных писателей и поэтов Узбекской ССР Хамидом Сулейманом, Мирзаколоном Исмаили, Шухратом, братьями Алимухамедовыми и Махмудом Мурадовым. Следствие продолжалось 15 месяцев и в 1951 году осуждён по обвинению в национализме и антисоветской деятельности, приговорён к 25 годам заключения и 5 поражения в правах. Этапирован в Горлаг, участвовал в Норильском восстании. По одному делу с ним осуждены Шухрат, Мирзакалон, Хамид Сулейман. В сентябре 1954-го отправлен в Ташкент для пересмотра дела, в конце 1954 — начале 1955 освобождён. Арест, следствие и пребывание в лагере описаны в автобиографической повести «Погребенные без савана». Опубликование повести стало возможным только после распада СССР, в 1991 году.
В 1958 году опубликован однотомник, в 1973 году двухтомник, в 1981 году трехтомник избранных стихотворений поэта. В 1991 году в Москве издан сборник пьес «Крик души», в 1997 году издан сборник пьес «Грабитель ограбил вора».
Шукрулло — прозаик. В 1977 году издана книга — эссе «Сундук драгоценностей», в 1999 году роман «Живые духи», в 2002 году книга воспоминаний «Радости тяжких дней». В 1987 году московское издательство «Художественная литература» печатает сборник избранных трудов Шукрулло.
Перевел на узбекский язык пьесу Карло Гоцци «Счастливые нищие», работы Шандора Пётефи, Тараса Шевченко, Кайсына Кулиева.
Пьесы Шукрулло поставлены на сценах театров России, Украины, Азербайджана, Казахстана, Таджикистана и других стран. К концу жизни оставался одним из немногих очевидцев сталинских репрессий, а также одним из старейших пишущих писателей в мире.
Скончался 19 июля 2020 года.

## Семья
- Мать — Зайнабхон, сестра известного джадидиста, одного из основателей Кокандской автономии Убайдуллы Ходжаева. Отец — Юсуфходжа, известный Ташкентский врач.

## Работы
- «Грабитель ограбил вора»
- «Крик души»
- «Сундук драгоценностей»
- «Погребенные без савана»
- «Живые духи»
- «Радости тяжких дней»
- «Россия»
- «Рассвет 26-го»
- «Лети, беркут»
- «Твои мечты»

## Награды и премии
- Медаль «За трудовое отличие» (18.03.1959)[4]
- Орден Дружбы народов (07.08.1981)
- Народный поэт Узбекской ССР (1981)
- Государственная премия Республики Узбекистан имени Алишера Навои (1994)
- Медаль «Шухрат» (1994)
- Орден «Дустлик» (1994)[5]
- Орден «Эл-юрт хурмати» (1999)[6]
- Орден «Мехнат шухрати» (2019)[7]